# Banks (Arkansas)
Banks – miasto w Stanach Zjednoczonych, w stanie Arkansas, w hrabstwie Bradley.